# Тракийска стратегия
Тракийските стратегии представляват етнополитически и военно-административни териториални единици на Древна Тракия по времето на последните ѝ царе.
Начело на стратегията стои стратег. Тракийските стратегии възникват под влияние на териториалната организация на Македония след завоеванията ѝ в Тракия. В този смисъл, времето на възникването им може да се допусне, че е било възможно най-рано, в средата или в края на IV в. пр. Хр. Всяка стратегия вероятно е обхващала територията на едно или няколко тракийски племена.
Най-известни са данните на Плиний Стари за наличие на около 50 стратегии и на Клавдий Птолемей, който изброява поименно 14 стратегии: Дантелетике, Сардике, Усдикесике, Селетике, Медике, Дросике, Койлетике, Сапеике, Корпилике, Кенике, Бесике, Бенике, Самаике, Астике. Имената на още доста стратегии са известни от епиграфски данни. Според надписите на Аполоний Ептайкент, последният е бил стратег на стратегията около Анхиало, на Селетике и на Рюсике.
От времето на император Траян започва процес на урбанизация на тракийските земи, а в териториално отношение стратегиите били премахнати и се преминало към членение на римските провинции в Древна Тракия на основата на градските територии. Придадените към градовете територии на бившите стратегии се администрирали от градските управления.
- Надписи от Археологически музей – Бургас
- Надпис посветен на бог Аполон от тракийския стратег Аполоний, син на Ептайкент
- Посветителен надпис, изработен от името на Гай Юлий Аполоний